# Liste der Monuments historiques in Pont-de-Veyle
Die Liste der Monuments historiques in Pont-de-Veyle führt die Monuments historiques in der französischen Gemeinde Pont-de-Veyle auf.

## Liste der Bauwerke
| Bezeichnung          | Beschreibung | Standort                                   | Kennzeichnung | Schutzstatus | Datum | Bild           |
| -------------------- | ------------ | ------------------------------------------ | ------------- | ------------ | ----- | -------------- |
| Schloss              |              | (Lage)                                     | PA00116533    | Inscrit      | 1972  | weitere Bilder |
| Kirche Notre-Dame    |              | Place de l’Église Rue Pierre-Goujon (Lage) | PA01000028    | Inscrit      | 2008  | weitere Bilder |
| Haus Dagallier       |              | 61 Grande-Rue (Lage)                       | PA00116534    | Inscrit      | 1972  | weitere Bilder |
| Haus des Gouverneurs |              | Grande-Rue Place du Marché (Lage)          | PA00116535    | Inscrit      | 1938  | weitere Bilder |

## Liste der Objekte
- Monuments historiques (Objekte) in Pont-de-Veyle in der Base Palissy des französischen Kultusministeriums